# Canoagem nos Jogos Pan-Americanos de 2019 - K-4 500 m feminino
A competição do k-4 500 metros feminino foi um dos eventos da canoagem nos Jogos Pan-Americanos de 2019. Foi disputada no Parque Natural Albúfera de Medio Mundo, em Huacho, no Peru no dia 28 de julho.

## Calendário
Horário local (UTC-5).
| Data        | Horário | Fase  |
| ----------- | ------- | ----- |
| 28 de julho | 11:45   | Final |

## Medalhistas
|  | CAN Canadá                                                       |  | MEX México                                                         |  | ARG Argentina                                             |
|  | Andréanne Langlois Alexa Irvin Alanna Bray-Lougheed Anna Negulic |  | Beatriz Briones Karina Alanís Brenda Gutierrez Maricela Montemayor |  | Maria Garro Micaela Maslein Brenda Rojas Sabrina Ameghino |

## Resultado final
A prova foi realizada dia 28 de julho às 11:45. 
| Pos.              | Canoísta                                                           | País               | Tempo    |
| ----------------- | ------------------------------------------------------------------ | ------------------ | -------- |
| Medalha de ouro   | Andréanne Langlois Alexa Irvin Alanna Bray-Lougheed Anna Negulic   | CAN Canadá         | 1:34.316 |
| Medalha de prata  | Beatriz Briones Karina Alanís Brenda Gutierrez Maricela Montemayor | MEX México         | 1:34.646 |
| Medalha de bronze | Maria Garro Micaela Maslein Brenda Rojas Sabrina Ameghino          | ARG Argentina      | 1:35.606 |
| 4                 | Ysumy Orellana Goviana Reyes Fabiola Zamorano Fernanda Iracheta    | CHI Chile          | 1:40.811 |
| 5                 | Samantha Barlow Kaitlyn Mcelroy Alina Urs Renae Jackson            | USA Estados Unidos | 1:41.988 |
| 6                 | Zulmarys Sánchez Mara Guerrero Eliana Escalona Karla Patiño        | VEN Venezuela      | 1:45.223 |
| 7                 | Camila Cuello Flavia López Yurisledy Muñoz Yurielky Montesino      | CUB Cuba           | 1:46.638 |
| 8                 | Grecia Gomringer Diana Gomringer Katherine Ccuno Ariana Cruz       | PER Peru           | 2:17.958 |